# Begraafplaats van Labeuvrière
De Begraafplaats van Labeuvrière is een gemeentelijke begraafplaats in de Franse gemeente Labeuvrière (departement Pas-de-Calais). De begraafplaats ligt 500 m ten het zuiden van het dorpscentrum (Église Saint- Pierre) en wordt grotendeels afgebakend door een afsluiting met betonnen platen. De toegang bestaat uit een tweedelig traliehek.

## Brits oorlogsgraf
Op de begraafplaats ligt het graf van een Britse gesneuvelde militair uit de Tweede Wereldoorlog. Soldaat Albert Watt diende bij de Royal Scots en stierf op 28 mei 1940. 
Zijn graf wordt onderhouden door de Commonwealth War Graves Commission en staat er geregistreerd onder Labeuvriere Communal Cemetery.
Dicht bij de zuidoostelijke grens van de gemeente ligt de Britse militaire begraafplaats Sandpits British Cemetery.